# Forum Culiacán
Forum Culiacán es un centro comercial ubicado en Culiacán, Sinaloa, México, en Desarrollo Urbano 3 Ríos, uno de los distritos más grandes de la ciudad, junto al río Culiacán. El complejo de dos pisos incluye muchas tiendas de ropa,una plaza de comida y un cine. Tiene muchas tiendas introducidas en la Nueva era.

## Incendio
Un incendio que comenzó en la freidora de un restaurante fue extinguido por los bomberos el 3 de septiembre de 2017.

## Crimen
Una escena con motociclistas tuvo lugar fuera del centro comercial el 6 de mayo de 2017. El restaurante Mar & Sea, un restaurante de productos pesqueros conocido anteriormente como El Farallón, es propiedad del exgobernador del estado, Juan S. Millán. En junio de 2017, al menos ocho personas en el restaurante fueron secuestradas por hombres armados.